# Снайдер, Скотт
Скотт Снайдер (англ. Scott Snyder; род. 15 января 1976, Нью-Йорк, США) — американский писатель и автор комиксов.

## Биография
На творчество Снайдера повлияли произведения Дениса Джонсона, Раймонда Карвера, Рика Басса, Джой Уильямс, Элизабет Маккракен, Стивена Кинга, Тобиаса Вольфа и Джорджа Сондерса. В сфере комиксов он называл Алана Мура и Фрэнка Миллера своими любимыми сценаристами.
Снайдер окончил Брауновский университет в 1998 году со степенью в области сценарного мастерства, а затем около года работал в Диснейуорлд.

## Награды
- 2012 — Eagle Award — «Best Writer»[4]
- 2012 — Stan Lee Award — «Best Writer»[5]
- 2012 — Stan Lee Award — «Man of the Year»[5]
- 2019 — Inkpot Award[англ.][6][7]

### Номинации
- 2011 — Eagle Award — «Favourite Newcomer Writer»[8]
- 2011 — Harvey Award — «Most Promising New Talent»[9]
- 2013 — Harvey Award — «Best Writer»[10]
- 2014 — Eisner Award — «Best Writer»[11]